# Georg Wegelin

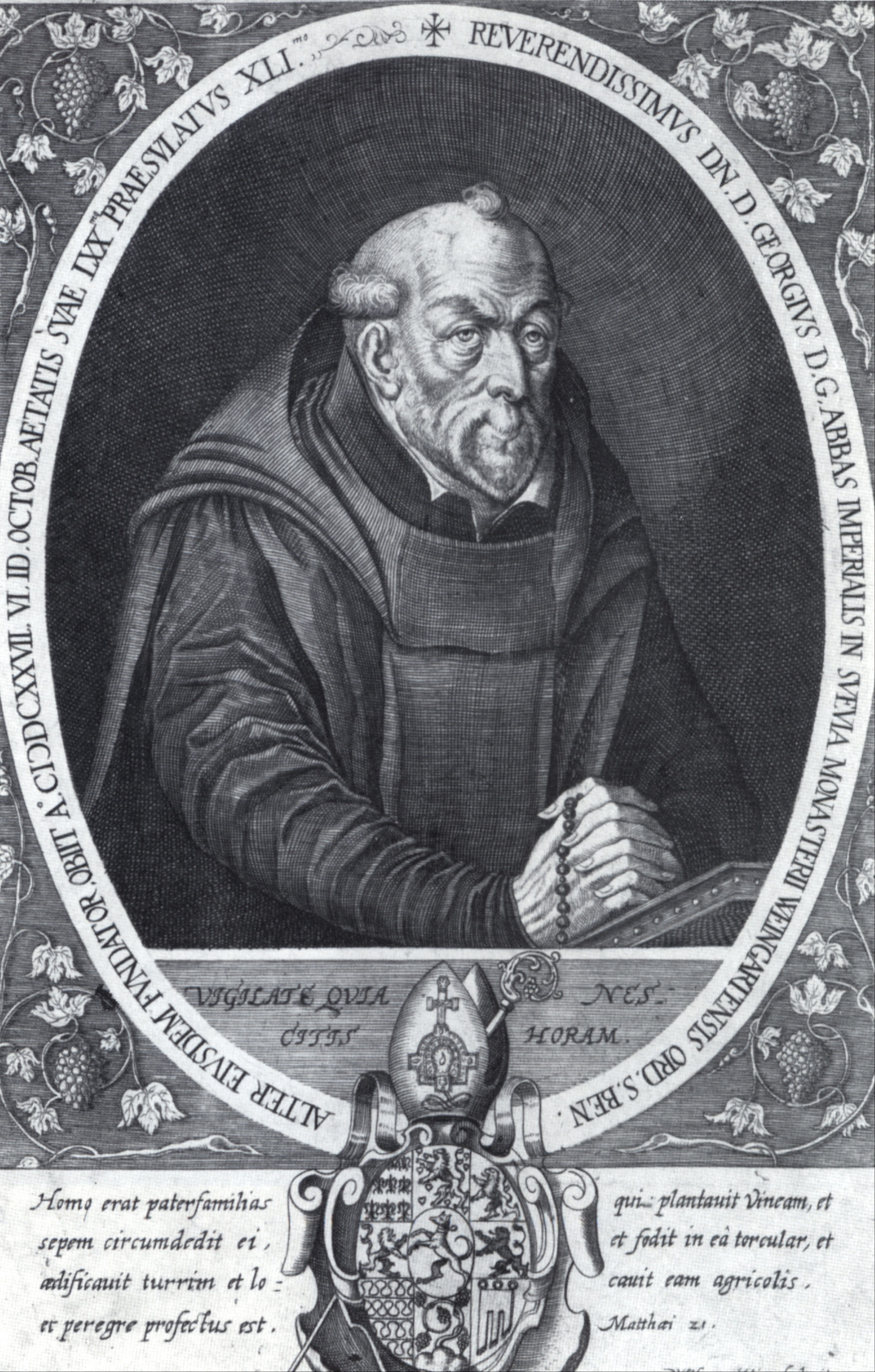
Georg Wegelin, Abt der Reichsabtei Weingarten 1587–1627; Kupferstich wohl nach einer Vorlage Gabriel Bucelins

Georg Wegelin OSB (* 21. März 1558 in Bregenz; † 10. Oktober 1627 in Weingarten) war von 1586 bis 1627 Abt der Reichsabtei Weingarten sowie Mitgründer und erster Präses der Oberschwäbischen Benediktinerkongregation.

## Werdegang
Georg Wegelin wurde 1558 in Bregenz als Sohn des Amtmannes der Herrschaften Bregenz und Hohenegg Wolfgang Wegelin geboren, legte 1574 mit 16 Jahren im Kloster Weingarten die Profess ab und studierte anschließend an der Jesuitenhochschule in Dillingen an der Donau bei Julius Priscianensis (1542–1607) Theologie.
Am 5. November 1581 feierte er in Bregenz seine Primiz. Im Jahre 1582 wurde er Subprior und zwei Jahre später Prior in Weingarten. Nach der Abdankung des Abtes Johann Christoph Raitner Anfang 1586 wählten ihn die Mönche einstimmig zunächst zum Administrator des verschuldeten Klosters und am 10. November 1586 zum Abt.
Nachdem er an der Universität Dillingen jesuitisch geprägt worden war, brachte Georg Wegelin ein neues Kirchenverständnis mit zurück nach Weingarten. In einer durch Glaubensspaltung, Religionskriege und Bauernunruhen schwierigen Zeit führte er die Abtei zu neuer Blüte und entwickelte Weingarten zu einem bedeutenden Zentrum der Gegenreformation. Dafür dankte ihm Papst Klemens VIII. 1594 in einem Schreiben ausdrücklich. Wegelin wurde teils als zweiten Gründer Weingartens gewürdigt.
Er legte besonderen Wert auf die wissenschaftliche Bildung seiner Mönche, die er an auswärtige Universitäten wie Dillingen schickte. Diese wurden nach dem Studienabschluss als Lehrer an andere Klöster geschickt oder Schüler zum Studium nach Weingarten entsendet.
Als sein Plan, beim St. Gallenstein bei Bregenz ein Tochterkloster in seiner Heimat zu gründen, sich nicht hatte verwirklichen lassen, spendete Wegelin 1614 zum Bau der dortigen Kirche einen ansehnlichen Betrag. Von den Neuerwerbungen unter Wegelin sind von besonderer Bedeutung das Johanniterhaus in Feldkirch 1610 für 61.000 Gulden und die ausgedehnte Herrschaft Blumenegg im Walgau 1612 für 151.000 Gulden. Die Johanniterkommende in Feldkirch baute er zu einem Priorat aus, dem später (1651–1681) der bekannte Historiker Gabriel Bucelin (1599–1681) vorstand. Gemeinsam mit acht anderen Äbten schwäbischer Klöster trug Wegelin maßgeblich zum Bau und zur Ausstattung des von ihm initiierten Jesuitenkollegs in Konstanz bei, dem er 8000 Gulden spendete, außerdem eine große Anzahl Bücher sowie eine Glocke.
Der Aufschwung des Klosters zeigte sich auch in den etwa 2000 Gästen jährlich, die im Kloster Weingarten empfangen, verpflegt und bewirtet wurden.
Als der Konstanzer Fürstbischof Jakob Fugger daran dachte zu resignieren und ins Kloster Weingarten als Mönch einzutreten, ließ es Wegelin zu und verpflichtete ihn aber sofort auf Gehorsam, als der Bischof denselben versprach, verlangte Wegelin dass er in seinem Amt verbleiben und keinen Widerspruch erheben solle.  
Innerhalb des Benediktinerordens gehörte Wegelin zu dem Mitgründern der 1603 vom Papst bestätigten, elf Abteien umfassenden Oberschwäbischen Benediktinerkongregation, deren erster Präses und Visitator er wurde. Einen großen Anteil hatte er auch an der Herausgabe eines neuen Breviers und er verfasste selbst die Libri Abbatiales, die Abtsbücher, in drei Bänden.
Von Alter und Krankheit gezeichnet, legte Georg Wegelin sein Amt am 1. August 1627 nieder. Er starb gut zwei Monate später, am 10. Oktober 1627.